# Norbert Weldler
Norbert Weldler (geboren 4. November 1884 in Wien, Österreich-Ungarn; gestorben 6. Juli 1961 in Zürich) war ein Schweizer Journalist und Zionist.

## Leben und Werk
Norbert Weldler studierte der Nationalökonomie in Wien und Berlin. Ab 1906 war er in Berlin im Bureau für Statistik der Juden beschäftigt. Er ging 1910 nach München und arbeitete beim Internationalen Institut zur Organisation der geistigen Arbeit. Er war Redakteur der Zeitschrift "Jüdisches Echo". Mit Eliezer Schindler gründete er den jiddischen Verein „Bne Jehuda“. Im Ersten Weltkrieg arbeitete er in Wien im Kriegspressequartier. 
Weldler nach dem Krieg in die Schweiz und wurde 1920 Herausgeber des Zürcher Bücherblattes. Er wirkte 1928 bis 1937 im Vorstand der Schweizer Vereinigung Pro Zion. 1955 wollten er und Benjamin Sagalowitz eine Gesellschaft Schweiz-Israel gründen, was 1956 unter Max Gurny zustande kam. Weldlers bekannteste Schrift ist Sieg des zionistischen Gedankens; die Lösung der Judenfrage. 1959 wurde er für sein literarisches Schaffen von der Stadt Zürich ausgezeichnet. Er war mit der Autorin Augusta Weldler-Steinberg verheiratet.

## Trivia
Für den Israel Defence Fund organisierte er eine Schmucksammlung. Einen Großteil seiner Bücher stiftete er der Bibliothek der Hebräischen Universität Jerusalem.

## Zitat
„Sie nennen ihn Zeus, ich Jehova – über das Sonstige verstehen wir uns.“

## Schriften (Auswahl)
- Sieg des zionistischen Gedankens: die Lösung der Judenfrage. Zürich: Verlag der Jüdischen Buch-Gemeinde, 1945